# المساءلة الكبرى (ألمانيا)
المساءلة الكبرى في ألمانيا أسئلة مجموعة برلمانية من المعارضة موجهة إلى الحكومة الاتحادية أو الولائية. وخلافها المساءلة الصغرى.